# Trachyjulus ceylanicus
Trachyjulus ceylanicus är en mångfotingart som beskrevs av Peters 1864. Trachyjulus ceylanicus ingår i släktet Trachyjulus och familjen Cambalopsidae. Inga underarter finns listade i Catalogue of Life.